# バッファ理論
バッファ理論（バッファりろん、Buffer Theory）は、1950年代後半西ドイツ、フランスなど欧州諸国で実施された移住政策。マーシャルプランによる第二次世界大戦後の経済回復により、南地中海域、北アフリカからの移民を受け入れ。

## ドイツ
- 西ドイツでは若年男子が一人で経済移民として移住、概して労働環境および賃金が国民より高くない状況で就業、1970年代まで続いた。
- 1974年、西ドイツ政府は以降の経済移住者受け入れを停止。既にいた経済移住者の帰国を提案。
- 1970-1980年代、トルコ移民による家族再統合（Family reunification）